# سیارک ۱۷۶۵۷
سیارک ۱۷۶۵۷ (به انگلیسی: 17657 Himawari، نامگذاری:1996VO4)۱۷۶۵۷مین سیارک کشف شده‌است که در ۰۶ نوامبر ۱۹۹۶ کشف شد.